# سی‌اس‌اس مورگان
سی‌اس‌اس مورگان (به انگلیسی: CSS Morgan) یک کشتی بود که طول آن ۲۰۲ فوت (۶۲ متر) بود. این کشتی در سال ۱۸۶۲ ساخته شد.